# 금천구의 행정 구역
금천구의 행정 구역은 10 행정동, 3개의 법정동으로 구성되어 있다. 금천구의 면적은 3.063 km2로 시의 2.1%에 해당된다.

## 행정 구역

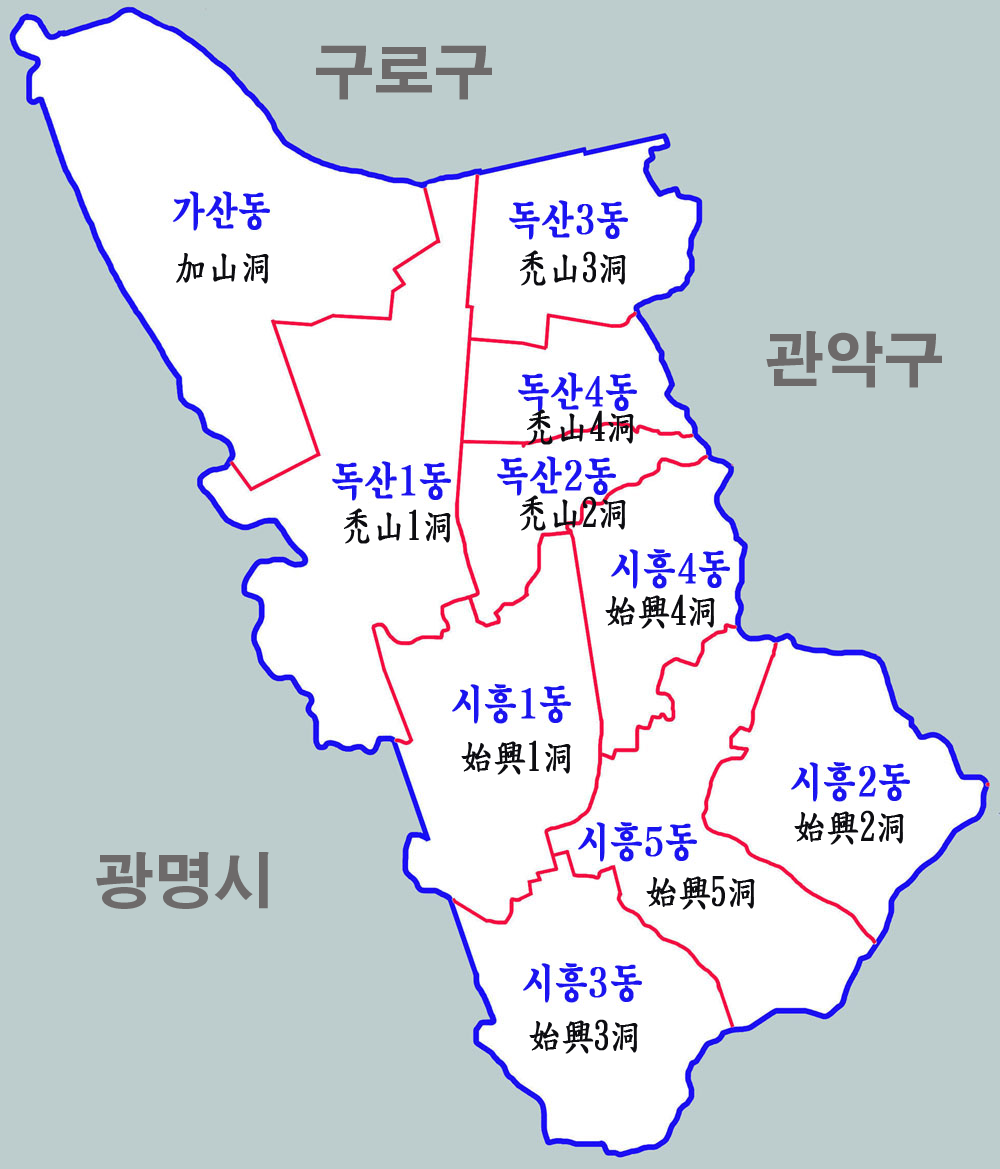
금천구 행정동

2012년 6월 1일을 기준으로 세대와 인구, 면적은 다음과 같다.
| 행정동    | 법정동 | 한자   | 면적  | 세대    | 인구    |
| --------- | ------ | ------ | ----- | ------- | ------- |
| 가산동    | 가산동 | 加山洞 | 2.58  | 11,031  | 19,701  |
| 독산제1동 | 독산동 | 禿山洞 | 2.08  | 14,134  | 31,854  |
| 독산제2동 | 독산동 | 禿山洞 | 0.61  | 9,938   | 23,078  |
| 독산제3동 | 독산동 | 禿山洞 | 0.92  | 12,773  | 28,533  |
| 독산제4동 | 독산동 | 禿山洞 | 0.59  | 8,310   | 19,293  |
| 시흥제1동 | 시흥동 | 始興洞 | 1.71  | 14,880  | 35,514  |
| 시흥제2동 | 시흥동 | 始興洞 | 1.26  | 8,801   | 25,162  |
| 시흥제3동 | 시흥동 | 始興洞 | 1.07  | 4,898   | 12,720  |
| 시흥제4동 | 시흥동 | 始興洞 | 0.87  | 9,574   | 24,134  |
| 시흥제5동 | 시흥동 | 始興洞 | 1.39  | 9,862   | 23,999  |
| 금천구    | 금천구 | 衿川區 | 13.08 | 104,201 | 243,988 |

## 설명

금천구 법정동

### 가산동
가산동은 1995년 구로구에서 금천구가 분구될 때 가리봉동 중 남부순환로의 남서쪽에 위치하던 가리봉1, 3동 일부를 금천구에 소속하게 되어 가산동이라 하였다. 가리봉동의 대부분 지역이 포함되었다. (가산동의 명칭은 1963년 편입시 가리봉리과 독산리 통합하여 쓰였던 명칭에서 유래함)

### 독산동
독산동은 1914년 독산리와 문교리(文橋里)를 합쳐 시흥군 동면 독산리라고 불렀다. 1963년 서울특별시에 편입되면서 영등포구 독산동으로 바뀌었고 1980년 구로구, 1995년 금천구로 관할이 바뀌었다. 1975년 독산동 설치1977년. 독산동이 독산1·2동으로 나누어짐.  1977년 독산동이 독산1·2동으로 나누어짐. 1978년 독산2동에서 독산3동을 분리하여 신설. 1980년 독산2동에서 독산4동이 분리 신설. 1978년 독산2동에서 독산3동을 분리하여 신설. 1985년 독산본동을 분리 신설하였다가, 2008년에 합동. 1980년 독산2동에서 독산4동이 분리 신설.

### 시흥동
시흥동은 1980년 시흥1동 중 일부를 시흥4동으로 분리하여 신설. 1983년 시흥본동을 분리하여 신설하였다가, 2008년에 합동. 조선시대까지는 시흥군 군내면 군내리였고, 1914년 경기도 시흥군 동면 시흥리였고, 1963년 서울특별시에 편입되면서 영등포구 시흥동으로 바뀌었고, 1980년 구로구,  1995년 금천구로 관할이 바뀌었다. 1970년 시흥1동과 분리. 1975년 시흥3동 설치. 1980년 시흥1동 중 일부를 시흥4동으로 분리하여 신설. 1985년 시흥5동 신설.

## 역사
- 1995년 3월 1일 : 구로구의 남동부 지역이 금천구로 분리됨.[3] 이와 함께 광명시의 일부 지역이 금천구로 편입됨

| 개편 전                                      | 개편 후                       |
| -------------------------------------------- | ----------------------------- |
| 구로구 독산동, 시흥동, 가리봉동 대부분       | 금천구 독산동, 시흥동, 가산동 |
| 경기도 광명시 철산동, 하안동, 소하동 중 일부 | 금천구 독산동, 시흥동, 가산동 |

- 2008년 1월 1일 : 독산본동을 독산3동에, 시흥본동을 시흥1동에 합동함.[10] 10행정동으로 변경
- 2008년 10월 13일 : 구청을 임시청사에서 시흥대로73길 70 (시흥1동 1020)번지로 이전